# Walter Becker
Walter Carl Becker (20. února 1950, Queens, New York – 3. září 2017) byl americký hudebník a producent. Proslul jako spoluzakladatel, kytarista, basista a polovina dua, které tvořilo rockovou kapelu Steely Dan.

## Kariéra
Becker vyrostl ve Westchester County a Forest Hills a je absolventem Stuyvesantské střední školy na Manhattanu (ročník 1967). Poté, co začal hrát na saxofon, přešel ke kytaře a dostal lekce z techniky blues od souseda Randyho Wolfeho, který (pod jménem Randy California) hrál s Jimim Hendrixem a brzo založil kapelu Spirit.
Svého dlouholetého hudebního partnera a druhou polovičku Steely Dana, Donalda Fagena, potkal na Bardově univerzitě v Annandale on Hudson ve státě New York. Becker a Fagen spolu v současné době známým hercem a komikem Chevy Chasem vytvořili univerzitní kapelu známou jako The Leather Canary. V té době nazýval Chase skupinu "kapela špatného jazzu". Raná kariéra Beckera a Fagena zahrnovala také štaci pod pseudonymy Jay and the Americans a počátkem 70. let začali psát popové písně, předtím než vytvořili kapelu Steely Dan.
Steely Dan se rozpadla v roce 1981 a poté se Becker přestěhoval na Havaj a začal kariéru nahrávacího producenta. Produkoval různé umělce, např. Rickie Lee Jonese, China Crisis a Michaela Frankse. Becker je v současné době oceňován jako jeden z pěti členů China Crisis, kteří jsou na obalu jejich alba z roku 1985 nazvaného Flaunt the Imperfection, které rovněž produkoval. Také produkoval stopy na jejich albu z roku 1989 Diary of a Hollow Horse, ačkoliv na této nahrávce není uváděn jako člen kapely.
Becker se vrátil krátce ke spolupráci s Fagenem na debutovém albu americké zpěvačky, bývalé modelky, Rosie Velové. Jejich partnerství vyústilo v polovině 90. let, když podnikli v roce 1993 turné pod jménem Steely Dan, a Becker v tomtéž roce také produkoval Fagenovo album Kamakiriad. Na oplátku byl Fagen koproducentem Beckerova pozdního sólového debutového alba 11 Tracks of Whack.
V roce 2000 se Becker a Fagen opět spojili a vytvořili první studiové album Steely Danu za poslední dvě desetiletí, Two Against Nature, které vyhrálo cenu Grammy za album roku. V roce 2003 následovalo Everything Must Go.
Becker byl v roce 2007 uveden do hudební síně slávy na Long Islandu. Jeho druhé sólové album, Circus Money, vyšlo 10. června 2008.

## Diskografie
- 11 Tracks of Whack – 1994
- Circus Money – 2008

## Další dílo
Becker v roce 1987 produkoval norský singl Fra Lippo Lippiho nazvané "Angel", stejně jako album China Crisis z roku 1985 nazvané Flaunt the Imperfection. V roce 2005 Becker koprodukoval a hrál na basovou kytaru na albu Krishny Das nazvaném All One. Na albu Tough on Crime Rebeccy Pidgeon z roku 2005 hrál Becker sólovou kytaru u titulní písně. Album Madeleine Peyrouxové z roku 2006 nazvané Half the Perfect World obsahuje singl I'm All Right, který Becker napsal spolu s Peyrouxovou a produkoval spolu s Larry Kleinem.

## Ocenění
V roce 2001 získali jak Becker, tak Fagen, čestný doktorát z hudby od Hudební univerzity v Berklee. Oba převzali cenu osobně.